# Ollo
Ollo – gmina w Hiszpanii, w Nawarze, o powierzchni 37,22 km². W 2011 roku gmina liczyła 401 mieszkańców.